# Cladopsammia rolandi
Espèce
Statut de conservation UICN

 DD  : Données insuffisantes
Statut CITES
Cladopsammia rolandi est une espèce de coraux de la famille des Dendrophylliidae.

## Répartition et habitat
Cette espèce est endémique de la mer Méditerranée. Elle est présente dans les étages infralittoral et cicarlittoral.

## Étymologie
Son nom spécifique, rolandi, lui a été donné en l'honneur du prince Roland Bonaparte qui a notamment mis à disposition de l'auteur un yacht à vapeur pour qu'il puisse mener à bien ses recherches dans le golfe du Lion. 

## Publication originale
- Lacaze-Duthiers, 1897 : Archives de zoologie expérimentale et générale. sér. 3, vol. 25, n. 5, pp. 1-736 (texte intégral) (fr).